# Anomiopus impartectus
Anomiopus impartectus är en skalbaggsart som beskrevs av Canhedo 2004. Anomiopus impartectus ingår i släktet Anomiopus och familjen bladhorningar. Inga underarter finns listade i Catalogue of Life.